# Dois Perdidos numa Praia Limpa
Dois Perdidos numa Praia Limpa é o primeiro episódio da terceira temporada da série de televisão brasileira de comédia de situação Os Caras de Pau, e o octogésimo episódio da série em geral. Foi dirigido por Márcio Trigo, e escrito por Chico Soares e Marcius Melhem. O episódio foi originalmente exibido pela Rede Globo em 8 de abril de 2012. A atriz convidada para este episódio foi Juliana Guimarães, que interpreta “Das Dores”, empregada doméstica dos protagonistas.

## Produção
"Dois Perdidos numa Praia Limpa" é o primeiro episódio da terceira temporada da série de televisão Os Caras de Pau. Foi escrito por um dos criadores da série, Chico Soares, em parceria com o ator Marcius Melhem, e dirigido por Márcio Trigo, indo ao ar em 8 de abril de 2012 na Rede Globo como o episódio de estreia da terceira temporada do show e o octogésimo episódio da série em geral.
Em janeiro de 2012 foi anunciado oficialmente que Os Caras de Pau teriam uma terceira temporada e que novos personagens iriam entrar, para preencher o espaço que a atriz Alexandra Richter deixou após sua saida da série para gravar a novela "Cheias de Charme". O episódio começou a ser gravado dia 27 de fevereiro de 2012, numa praia de Fortaleza, que por sua vez foi intitulada de "Ondiéquistão".

## Enredo
Pedrão (interpretado por Marcius Melhem) e Jorginho (interpretado por Leandro Hassum) resolvem sair de férias na tentativa de fugir dos problemas diários. A dupla acaba embarcando em um cruzeiro sem imaginar a fria que estaria por vir. A falta de sorte é tão grande que o navio afunda antes mesmo de chegar ao seu destino final.
Pedrão e Jorginho conseguem se salvar, mas vão parar numa ilha deserta. Lá, os dois náufragos tentam não só descobrir onde estão, mas também resistir à fome e à sede. Na capital do "Ondiéquistão", rodeados por dunas, águas claras e areias escaldantes, eles esbarram com as mais diferentes figuras, como Maria Bonita e Lampião, um grande sábio e até Judas, que acabaria de encontrar suas botas. Na busca pelo caminho de volta, a dupla não terá descanso, e muito menos poderá desfrutar de sombra e água fresca.

## Audiência
Em sua exibição original, o episódio obteve 11 pontos, uma audiência superior ao episódio exibido anteriormente, intitulado de "Sair e comprar é só começar", que obteve 10 pontos. Porém, comparado a audiência de episódios de estréia de temporada, o episódio obteve audiência menor do que "O pecado mora em frente" - estréia da segunda temporada - que obteve 13 pontos, mas obteve audiência maior do que "Ovos do Ofício" - estréia da primeira temporada e da série em geral - que alcançou 10 pontos. Considerando o fato de que em São Paulo cada um ponto equivale a 58 mil dimicílios, o episódio então foi assistido por 638 mil domicílios.